# Peltacanthina surniipennis
Peltacanthina surniipennis är en tvåvingeart som först beskrevs av Speiser 1911.  Peltacanthina surniipennis ingår i släktet Peltacanthina och familjen bredmunsflugor.
Artens utbredningsområde är Tanzania. Inga underarter finns listade i Catalogue of Life.